# Safinamida
La safinamida ( DCI ; nombre comercial Xadago ) es un medicamento que se usa como tratamiento complementario para la enfermedad de Parkinson durante los episodios "apagados"; tiene múltiples modos de acción, incluida la inhibición de la monoamino oxidasa B.
Fue aprobado en Europa en febrero de 2015, en los Estados Unidos en marzo de 2017, y en Canadá en enero de 2019.

## Usos médicos
La safinamida se usa para tratar la enfermedad de Parkinson idiopática como complemento para las personas que toman una dosis estable de levodopa (L-dopa) sola o en combinación con otros medicamentos para el Parkinson, para ayudar con los episodios de "apagado" cuando la levodopa deja de funcionar.

## Contraindicaciones
La safinamida está contraindicada en personas con insuficiencia hepática grave, con albinismo, retinitis pigmentosa, neuropatía diabética grave, uveítis y otros trastornos de la retina. La combinación con otros inhibidores de la monoaminooxidasa (MAO) y la petidina también está contraindicada.
Es la categoría de embarazo C en los Estados Unidos; no es seguro que las mujeres lo tomen durante el embarazo. Se excreta en la leche materna y se desconocen los efectos en los bebés.

## Acontecimientos adversos
Los acontecimientos adversos comunes en los ensayos clínicos (en más del 1% de las personas) incluyeron náuseas, mareos, cansancio, insomnio, hipotensión ortostática (presión arterial baja) y dolor de cabeza. No hubo diferencias significativas en la aparición de estos acontecimientos entre safinamida y placebo.
En experimentos con ratas (pero no con monos), se han observado retinopatías.

## Sobredosis
Los efectos previstos de la sobredosis son la hipertensión (presión arterial alta), la hipotensión ortostática, las alucinaciones, la agitación psicomotora, las náuseas, los vómitos y la discinesia. En los estudios, se sospechaba que una sola persona había sufrido una sobredosis durante un mes; los síntomas eran confusión, somnolencia y midriasis (dilatación de las pupilas) y desaparecieron por completo después de suspender la droga. No se dispone de un antídoto específico.

## Interacciones
Como inhibidor de la MAO, la safinamida teóricamente puede causar crisis hipertensivas, síndrome de serotonina y otros efectos secundarios graves cuando se combina con otros inhibidores de la MAO o con medicamentos que se sabe que interactúan con los inhibidores de la MAO, como la petidina, el dextrometorfano, los inhibidores selectivos de la recaptación de serotonina (ISRS), inhibidores de la recaptación de serotonina-noradrenalina (IRSN), antidepresivos tricíclicos y tetracíclicos. Por el mismo razonamiento se podría esperar una interacción con la tiramina, una sustancia que se encuentra en diversos alimentos, pero se ha excluido en los estudios.
Safinamide no debe administrarse con opioides; se han producido algunas reacciones fatales.
Otra interacción teórica es con medicamentos con afinidad por la proteína transportadora ABCG2 (también conocida como BCRP), como pitavastatina, pravastatina, ciprofloxacina, metotrexato y diclofenaco; un estudio con este último no ha mostrado relevancia clínica. Un estudio que prueba las posibles interacciones con los inhibidores de la amidasa forma parte del plan de desarrollo posterior a la autorización. No hay interacciones pertinentes relacionadas con las enzimas hepáticas del citocromo P450 (CYP), aunque una vía de inactivación de la safinamida parece estar mediada por el CYP3A4.

## Farmacología

### Mecanismos de acción
Al igual que los medicamentos antiparkinsonianos más antiguos, selegilina y rasagilina, la safinamida es un inhibidor selectivo de la monoaminooxidasa B, lo que reduce la degradación de la dopamina; en contraste con los otros dos, su acción es reversible. La safinamida también inhibe la liberación de glutamato y la recaptación de dopamina y serotonina. También se une a los receptores sigma, con valores de CI 50 para inhibición de unión de 19 nM para σ1 y 1,590 para σ2. Además, bloquea los canales de sodio y calcio, sin embargo, se desconoce su relevancia para su acción antiparkinsoniana.

### Farmacocinética
La safinamida se absorbe rápida y casi completamente desde el intestino y alcanza las concentraciones plasmáticas más altas después de 1.8 a 2.8 horas. No hay un metabolismo relevante de primer paso; La biodisponibilidad total es del 95%. La sustancia se une a las proteínas plasmáticas al 88-90%.

Vías del metabolismo de la safinamida. Enzimas: CYP = citocromo P450, MAO-A = monoamino oxidasa A, ALDH = aldehído deshidrogenasas, UGT = UDP-glucuronosiltransferasas. Gluc = glucurónido de acilo.

El metabolismo no se entiende bien. El paso principal está mediado por amidasas que no han sido identificadas y produce ácido safinamida (NW-1153). Otros metabolitos relevantes son la safinamida O-desbencilada (NW-1199), la amina N-dealquilada que luego se oxida a un ácido carboxílico (NW-1689) y el glucurónido de esta última. En las pruebas con microsomas hepáticos, la desalquilación parecía estar mediada por CYP3A4, pero otras enzimas CYP también parecen estar involucradas. El ácido safinamida se une al transportador de aniones orgánicos 3 (OAT3), pero esto probablemente no tenga relevancia clínica. La safinamida misma se une transitoriamente a ABCG2. No se han encontrado otras afinidades de transportadores en estudios preliminares.  
La safinamida se elimina, principalmente (> 90%) en forma de sus metabolitos, a través del riñón, con una vida media de eliminación de 20 a 30 horas. Solo el 1.5% se encuentra en las heces.

## Investigación
Los posibles usos adicionales pueden ser el síndrome de piernas inquietas (RLS) y la epilepsia. La safinamida se estaba probando en ensayos de fase II en 2008, pero no hay resultados disponibles. Cuando se utiliza como complemento de la medicación parkinsoniana, se encontró que la safinamida es eficaz para reducir el dolor en la EP.